# Penguin Islands (Saint Lawrencebaai)

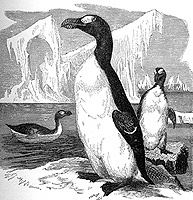
Een afbeelding van de reuzenalk, de vogelsoort waarnaar de eilandengroep vernoemd werd.

De Penguin Islands zijn een kleine, onbewoonde archipel in Newfoundland en Labrador, de oostelijkste provincie van Canada. De afgelegen eilandengroep bevindt zich in de Saint Lawrencebaai op zo'n 20 km voor de zuidkust van het eiland Newfoundland.
De erg rijke wateren rond de Penguin Islands maken dat ze een belangrijke broed- en overwinteringsplek zijn voor allerhande zeevogels en tevens een gebied waar grote aantallen walvissen voorkomen. Tot de 19e eeuw huisden ze daarenboven een kolonie van de nu uitgestorven reuzenalk. 

## Toponymie
De Penguin Islands deden eeuwenlang dienst als een van de weinige broedkolonies van de in de 19e eeuw uitgestorven reuzenalk (Pinguinus impennis). Die niet-vliegende alkensoort prefereerde erg afgelegen rotsachtige eilanden om zo veilig te zitten voor roofdieren; daardoor had de soort slechts een zeer beperkt aantal broedlocaties. De reuzenalk leek heel erg op de later ontdekte en ernaar vernoemde pinguïn, al zijn het geen nauwe verwanten van elkaar.

## Geografie

### Ligging
De Penguin Islands liggen 19 km ten zuidzuidwesten van Cape La Hune, een kaap aan de zuidkust van Newfoundland. De dichtstbij gelegen plaats is de Newfoundlandse outport Grey River die zo'n 24 km verder noordwaarts ligt. De Ramea-eilanden, waarop de gemeente Ramea gevestigd is, liggen zo'n 30 km verder naar het noordwesten toe. Het Franse eiland Miquelon ligt ruim 50 km ten zuidoosten van de Penguin Islands.
De eilanden worden gerekend tot de "Eastern Hyper-oceanic Barrens"-ecoregio. Ze behoren eveneens tot de "Laurentian Channel Region" binnen het National Marine Conservation Areas-systeem van Parks Canada.

### Omschrijving
De Penguin Islands bestaan uit zes relatief dicht bij elkaar gelegen rotsachtige eilanden, namelijk Colombier, Flat Island, Gannet Island, Harbour Island, Lady Island en Lord Island. In de directe omgeving ervan liggen voorts tientallen brandingspilaren, rotsen en klippen. Drie ervan – Taylor Rock, Mile Rock en Whales Back – dragen een officiële naam.
Harbour Island is het grootste eiland van de archipel en is zo genoemd omdat er aan de zuidzijde een cove is waar schepen kunnen aanmeren. Het eiland bereikt een hoogte van 24 meter boven de zeespiegel. Op het hoogste punt van Harbour Island staan drie eenverdiepingsgebouwen met plat dak die wit-zwart geschilderd zijn. Een ervan huisvest het Penguin Islands Light dat dienstdoet als lichtbaken voor schepen; een van de andere gebouwen huisvest een misthoorn.

### Geologie
De bodem van de archipel is grotendeels opgebouwd uit graniet dat deel uitmaakt van het massieve naar de eilandengroep vernoemde Penguin Islands Granite. Op de eilanden wordt het graniet echter doorsneden door een overvloed aan dikes bestaande uit doleriet.

## Fauna en flora

### Kelp
De rijke wateren rondom de archipel huisvesten een groot kelpwoud. Het is een van de meest productieve en diverse aan de golven blootgestelde kelpwouden van Newfoundland en Labrador.

### Vogels
Ondanks het uitsterven van de reuzenalk blijven de eilanden en omliggende rotsformaties belangrijk als broed- en/of overwinteringsplaats voor tal van zeevogels. Het betreft met name de alk, kortbekzeekoet, zwarte zeekoet, Amerikaanse zilvermeeuw, grote mantelmeeuw, ringsnavelmeeuw, eider, noordse stormvogel, noordse pijlstormvogel, vaal stormvogeltje, visdief, noordse stern en reuzenstern. De laatste vier soorten broeden effectief op het eiland.

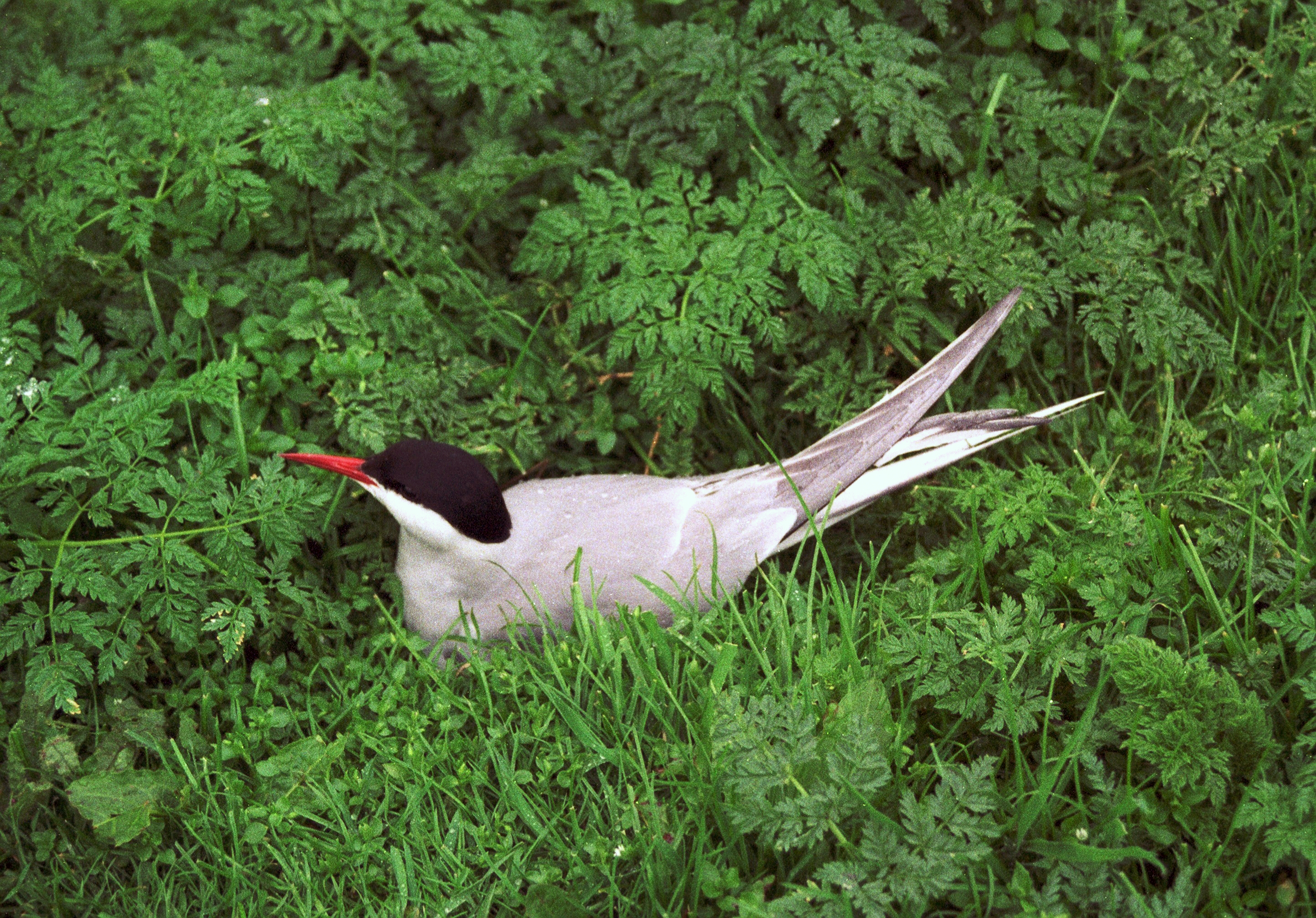
Noordse stern die broedt op een goed verscholen nest
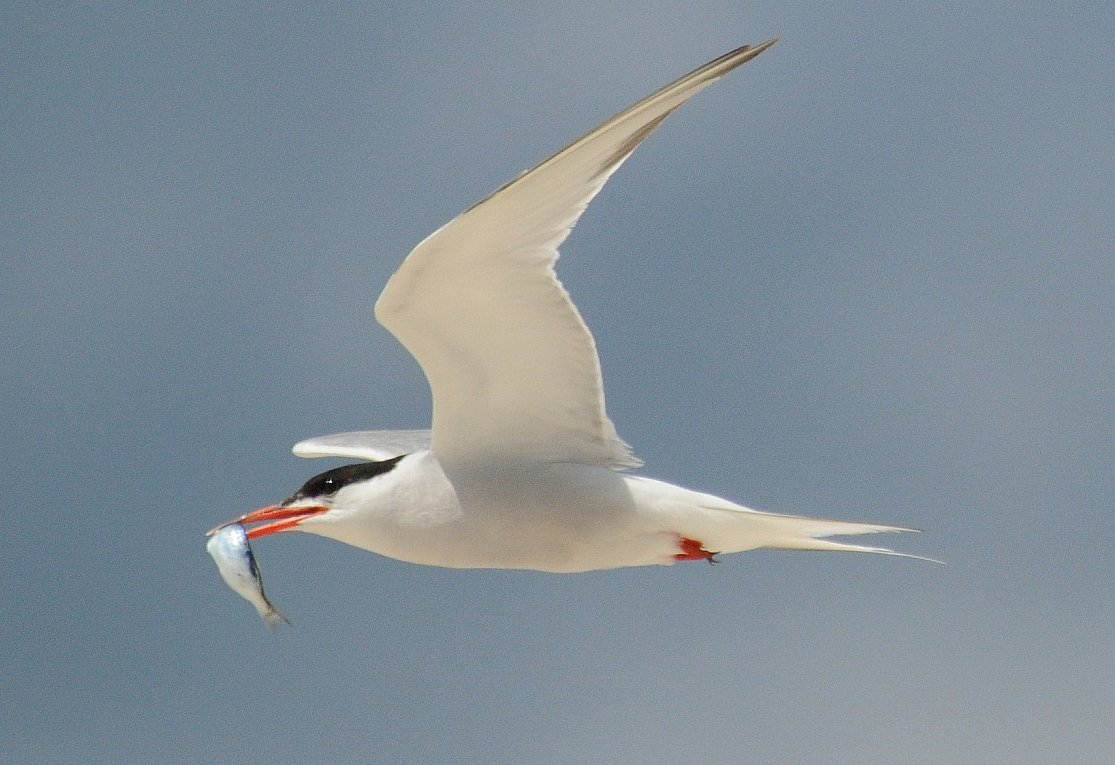
Een visdief in volle vlucht met een buit
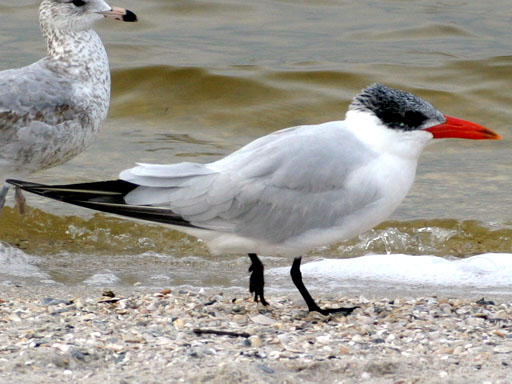
De reuzenstern
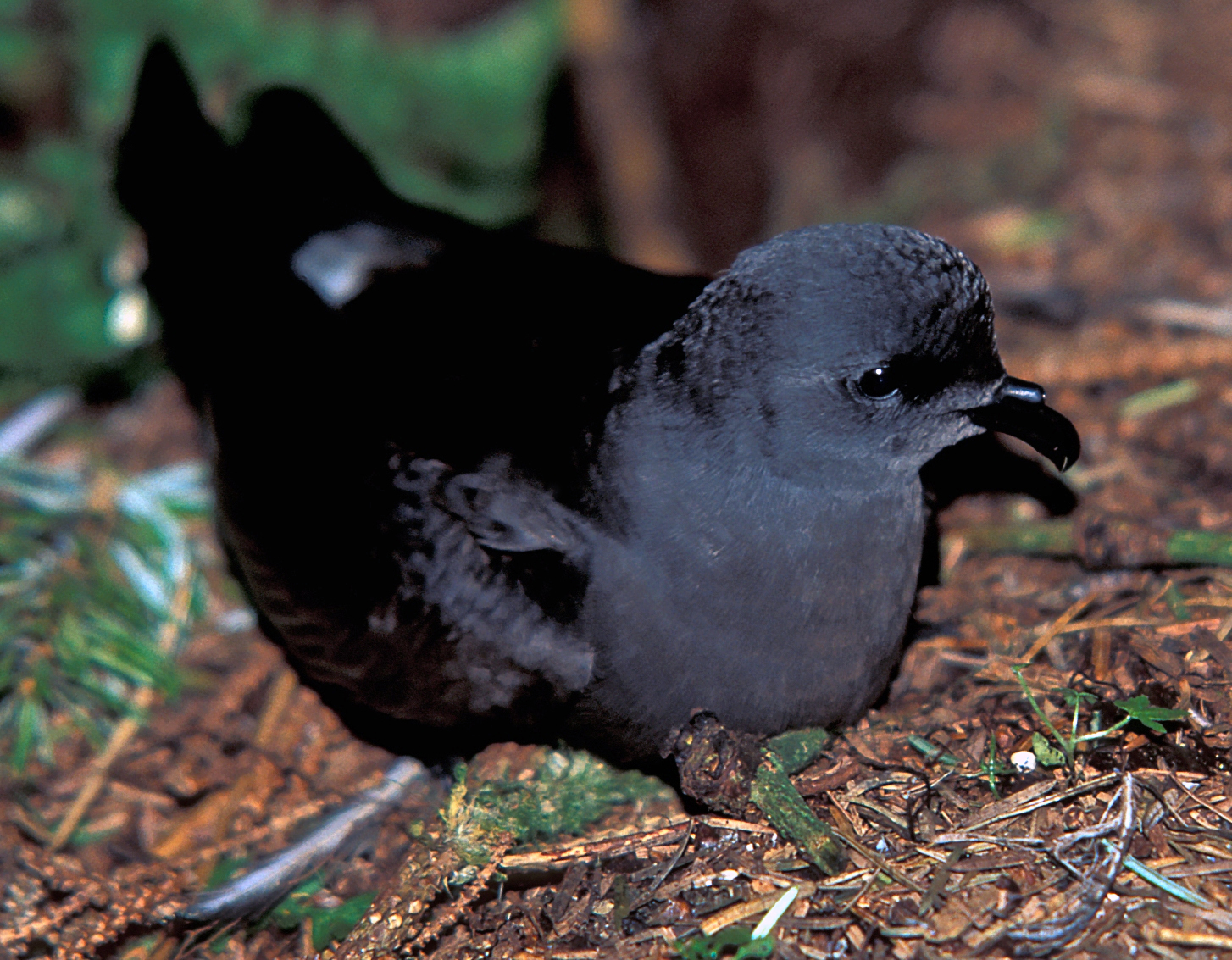
Een vaal stormvogeltje

### Schaaldieren
De vele rotsen en ondieptes van de Penguin Islands vormen een van de belangrijke voortplantingsgebieden van de Amerikaanse kreeft in de provincie. Dat is een commercieel belangrijke zeekreeftensoort die daarenboven een belangrijke rol speelt in de voedselketen. Daarom heeft de Canadese overheid in de wateren rond de archipel alle vangst van deze kreeften verboden.
Naast Amerikaanse kreeften komen ook krabben uit het eveneens commercieel belangrijke geslacht Chionoecetes rond de eilanden voor.

### Vissen
In de wateren rondom de Penguin Islands komen verscheidene vissensoorten voor waaronder lange schar, Amerikaanse winterschol, schelvis, heilbot en kabeljauw. De archipel doet daarenboven dienst als deel van het bredere paaigebied voor de bedreigde Sebastes fasciatus, waardoor het vangen van die soort er verboden is. Ook de sterrog, een kwetsbare roggensoort, komt in de wateren rond de eilandengroep voor.

### Zeezoogdieren
De gewone zeehond is een veelvoorkomende bezoeker van de Penguin Islands die ze soms ook gebruikt om jongen te werpen. De grijze zeehond en zadelrob zijn er eerder occasionele bezoekers. In de rijke wateren rond de eilanden kunnen de witsnuitdolfijn, gewone vinvis, bultrug en de bedreigde blauwe vinvis waargenomen worden.

## Natuurbescherming
De Penguin Islands zijn niet erkend als een natuurgebied, noch als een Important Bird Area. Sommige diersoorten genieten er wel bescherming van de Canadese overheid, zoals de voormelde Amerikaanse kreeft en de vis Sebastes fasciatus waarop een vangstverbod geldt. Daarnaast mogen mantelschelpen er enkel commercieel gevangen worden door vissersboten met een lengte onder de 45 voet (13,7 m).

## Lied
"Taking Gear In The Night" is een visserslied dat onder meer de archipel bezingt dat in verschillende varianten gepubliceerd is in meerdere Canadese liedbundels (waaronder Songs Of The Newfoundland Outports en The Penguin Book of Canadian Folk Songs). Het is een lied van Jerry Fudge (°1927) die vele jaren vuurtorenwachter op de eilanden was.

## Geschiedenis
Op dinsdag 17 juni 1766 meerde James Cook aan bij de Penguin Islands in de context van zijn in kaart brenging van Newfoundland.